# 我殺了他
《我殺了他》是日本作家東野圭吾的長篇推理小說，也是「加賀恭一郎系列」的第五本小說。1999年由講談社發行新書版（講談社小說），2003年發行講談社文庫版。

## 出版書籍
| 出版社       | 出版日期      | 格式   | 頁數  | ISBN                   | 譯者   |
| ------------ | ------------- | ------ | ----- | ---------------------- | ------ |
| 講談社       | 1999年2月5日  | 新書判 | 282頁 | ISBN 978-4-06-182046-3 | 不適用 |
| 講談社       | 2002年3月15日 | 文庫本 | 448頁 | ISBN 978-4-06-273385-4 | 不適用 |
| 朝鮮 (地區)  | 2009年6月30日 | 平裝書 | 384頁 | ISBN 978-897-275439-8  |        |
| 南海出版公司 | 2013年4月10日 | 平裝書 | 274頁 | ISBN 978-754-426453-2  | 鄭琳   |
| 獨步文化     | 2013年6月29日 | 平裝書 | 336頁 | ISBN 978-986-604-353-6 | 劉姿君 |

## 書籍評價
- 2000年 「這本推理小說真厲害！」　第27名
- 2000年 「本格推理小說 Best 10」　第12名[1]

## 故事簡介
腳本家穗高誠在結婚典禮當天被毒殺。嫌疑人有三個：被害者的經理人、新娘的哥哥、新娘的編輯。三人與被害者關係皆十分親近，因而各有不為人知的利害衝突。穗高誠人品不佳，事事需由人收拾善後，故各人內心皆有殺意。案件發生後，三人各自述懷的時候，均說到「是我殺了他」。而各自的作為暗中陰錯陽差相生相剋，卻不知是誰的手法最後直接造成死亡。
本書最後沒有明說兇手的人名，與東野圭吾更早一部作品《誰殺了她》一樣需由讀者自行推理！

## 登場人物
關於加賀恭一郎請參看「加賀恭一郎系列－登場人物」。
穗高 誠（Hodaka Makoto）
被害者。腳本家、「穗高企劃」的老板。患有過敏性鼻炎。
神林 美和子（Kanbayashi Miwako）
穗高的未婚妻。詩人。
神林 貴弘（Kanbayashi Takahiro）
美和子的哥哥。因自幼父母雙亡，和美和子被不同家庭收養而分開15年。再次重逢後對美和子產生男女之間的感情。
駿河 直之（Suruga Naoyuki）
穗高的經理人。暗戀浪岡。養了一只貓。
雪笹 香織（Yukizasa Kaori）
美和子的編輯。以前曾經是穗高的戀人。
浪岡 準子（Namioka Junko）
動物醫院的護士。和駿河住在同一間公寓。一直到最近都和穗高在一起，但在知道他和美和子的婚訊後自殺。
西口 繪里（Nishiguchi Eri）
香織的後輩編輯。

## 翻譯錯誤
南海出版公司 2013年4月10日 出版的簡體中文版本中有關鍵的翻譯錯誤，令讀者難以此版本作出犯人的推理。